# Salix muliensis
Salix muliensis — вид квіткових рослин із родини вербових (Salicaceae).

## Морфологічна характеристика
Це кущ до 2 метрів заввишки. Гілочки з багатьма вузлами і короткими міжвузлями; 2- і 3-річні — зеленувато-бурі; 1-річні — коричнево-чорні; молоді — волосисті, голі. Листкова ніжка 4–8 мм, густо-брудно запушена; листкова пластинка обернено-яйцювата-довгаста, обернено-яйцювата-еліптична або еліптична, 1.8–4.5 × 1–2 см, абаксіально (низ) зеленувата, спочатку біло ворсинчаста, гола чи ворсинчаста вздовж середньої жилки, адаксіально тьмяно-зелена, рідкісно запушена, край цільний або нечітко залозистий зубчасті, верхівка заокруглена чи шпиляста. Чоловічі сережки жовті чи коричнево-жовті, сидячі. Чоловіча квітка: тичинок 2; пиляки жовті, у дистальній частині сережки червоні. Плодоносна сережка до 15 см. Жіноча квітка: зав'язь яйцеподібна або довго-яйцеподібна, 1.5–2 мм, біло запушена, сидяча. Коробочка конічно-яйцеподібна, ≈ 4 мм, волосиста.

## Середовище проживання
Пд.-зх. Сичуань, пн.-зх. Юньнань. Населяє гірські схили, зарості; на висотах 3000–4000 метрів.